# Černava
Černava település Csehországban, a Karlovy Vary-i járásban. Černava Jindřichovice, Nejdek, Božičany, Tatrovice és Chodov településekkel határos. Lakosainak száma 311 fő (2024. január 1.).

## Népesség
A település lakosságának változását az alábbi diagram mutatja:
| Lakosok száma | 1011 | 1138 | 1179 | 318  | 214  | 223  | 307  | 305  | 302  | 311  |
|               | 1869 | 1890 | 1921 | 1950 | 1980 | 2001 | 2017 | 2019 | 2022 | 2024 |